# Cheilosia kiritshenkoi
Cheilosia kiritshenkoi är en tvåvingeart som beskrevs av Stackelberg 1963. Cheilosia kiritshenkoi ingår i släktet örtblomflugor, och familjen blomflugor. Inga underarter finns listade i Catalogue of Life.